# Антигуанско-турецкие отношения
Антигуанско-турецкие отношения — двусторонние дипломатические отношения между Антигуа и Барбудой и Турецкой Республикой. Страны ведут дипломатические отношения через посольство Турции в Доминиканской Республике. Оба государства являются членами Организации Объединённых Наций и Международного валютного фонда ООН.

## История
Турция и Антигуа и Барбуда были яростными антикоммунистами и очень горячими сторонниками США во время Холодной войны. Две страны сотрудничали через военную базу США.
В 1986 году двусторонние отношения между государствами стали напряжёнными. Тогда Лейбористская партия Антигуа и Барбуды заподозрила, что возглавляемая США группа стран, включая Турцию, лояльна к вице-премьер-министру Лестеру Бёрду — «слишком левому» для предстоящих выборов 1989 года. Партия утверждала, что газета The Workers' Voice поддерживала Бёрда.
Несмотря на свою победу на выборах 1989 года Лейбористская партия оставалась твёрдо антикоммунистической, когда Лестер Бёрд стал премьер-министром. Начиная с тех времён, двусторонние отношения Антигуа и Барбуды с Турцией улучшились.

## Торгово-экономические отношения
Товарооборот между странами в 2019 году составил 12,5 млн $.